# Darling (singel)
Darling – singiel zespołu Eyes Set to Kill wydany 22 września 2008 roku w formacie digital download nakładem wytwórni BreakSilence. Promuje on debiutancki album pt. Reach.
Do piosenki zostały zrealizowane dwa wideoklipy. Pierwszy wydany został na DVD A Day with Eyes Set to Kill, natomiast drugi był dopuszczony do promowania piosenki, a jego reżyserem był MOTIONarmy.

## Lista utworów
1. „Darling” (EP version) – 3:46
2. „Darling” (DVD version) – 4:18
3. „Darling” (Album version) – 4:04